# مشاع شمارة يك (علي جمال)
مشاع شمارة یك (بالإنجليزية: Masha Shomareh Yek)‏ هي مستوطنة تقع في إيران في قسم علي جمال الريفي.